# Guns for Hands
«Guns for Hands» es una canción escrita y grabada por el dúo musical estadounidense Twenty One Pilots, de su cuarto álbum de estudio, Vessel. «Guns for Hands» fue subido a YouTube el 26 de diciembre de 2012, siendo lanzado como segundo sencillo en el mismo día.

## Versión Original
«Guns for Hands» fue originalmente lanzada un año antes como parte de su segundo y último álbum de estudio independiente justo antes de firmar con Fueled By Ramen la cual tiene una duración ligeramente mayor a la versión del álbum Vessel